# Freeride

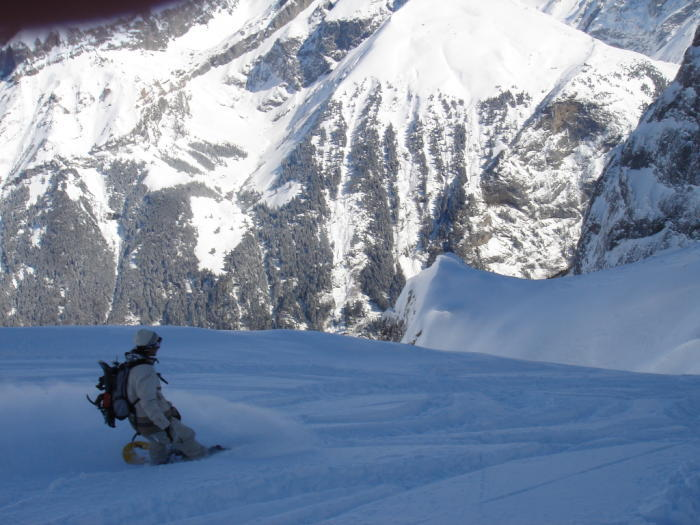
Een afdalende freerider met sneeuwschoenen en stokken in zijn rugzak

Freeride (ook sidecountry ski of off-piste skiën) is een variatie op het traditionele on-piste skiën (en snowboarden) en toerskiën. In tegenstelling tot tourskiën ligt de focus bij freeriden enkel op de afdaling. Vaak is de start van de afdaling te bereiken vanuit de lift met een kleine "wandeling" of met bijvoorbeeld een helikopter.
Freeriden is niet hetzelfde als freestyle. Freestyleskiën speelt zich voornamelijk af in het park waarbij "slopestyle" en "pipe" de twee belangrijkste disciplines zijn.

## Beschrijving
Bij het freeriden staat het zelf vinden en rijden van lijnen centraal. De rijd(st)er heeft de vrijheid en kan naargelang zijn of haar niveau afdalen. Lijnkeuze, geaccepteerd risico en aangepaste snelheid zijn een aantal facetten waarmee een afdaling gekozen en beoordeeld kan worden. De ideale helling voor gevorderde freeriders heeft een uitdagende hellingshoek met een aantal cliffs om te springen, een smalle doorgang (couloirs) en andere terreinvormen die de rijder uitdagen creatief te zijn.
Freeriden bestaat al zolang skiën bestaat: vroeger waren er immers geen pistes en liften. De huidige materialen maken het off-piste gaan en freeriden een stuk toegankelijker waardoor het aantal beoefenaars van de sport toeneemt. Dit zorgt er automatisch voor dat fabrikanten meer specifieke producten gaan ontwikkelen voor deze discipline.

## Uitrusting

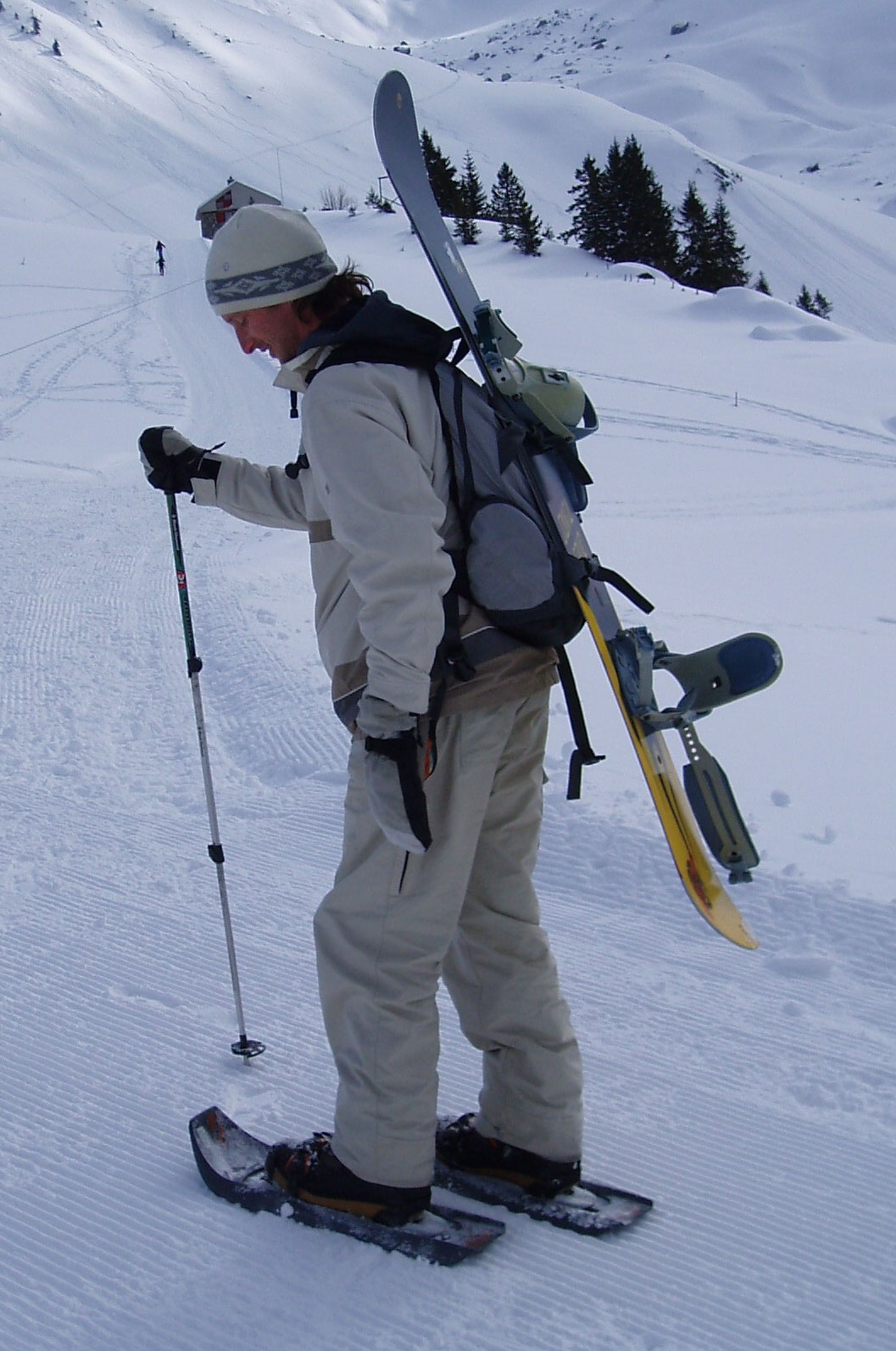
Sneeuwschoenen, hikingrugzak, telescoopstok

Tot de uitrusting behoort een rugzak waar eventueel het board of de ski's stevig aan kan worden vastgebonden. Ook telescopische skistokken zijn handig wanneer de freerider de berg opgaat. Vooral voor de snowboarder is het van belang dat deze skistokken bestaan uit twee of drie delen, zodat ze zo klein gemaakt kunnen worden dat ze, eenmaal ingepakt, geen belemmering vormen tijdens de afdaling.
Voor korte afstanden kan het board of de ski's op de rugzak gedragen worden, maar voor langere afstanden wordt een meer geavanceerde uitrusting aangeraden. Om niet constant weg te zakken in de sneeuw worden sneeuwschoenen eveneens aangeraden indien men niet over tourski's met stijgvellen of over een splitboard beschikt. Deze sneeuwschoenen zijn voor snowboarders brede en lange loopijzers die, net zoals softbindingen, om de softboot moeten worden vastgemaakt. De loopijzers zijn door middel van een stevige scharnier verbonden met de voorkant van de zool.
Voor langere afstanden gebruiken freerideskiërs vaak tourski's met stijgvellen. Snowboarders gebruiken tegenwoordig steeds meer een splitboard. Dit is een snowboard wat je in de lengte kan splitsen en kan ombouwen tot twee tourski's.
Veel hellingen bevinden zich op ten minste 1500 meter hoogte, waardoor het beklimmen zwaar kan zijn als gevolg van het lage zuurstofgehalte in de bergen en de vermoeiende werking van het lopen in de sneeuw. Een goede conditie, water en voedzaam eten is dan ook essentieel voor een langere hikingtocht. Ook is het in sommige landen of regio's verplicht een lawinepieper, een sneeuwschep en lawinesondes mee te nemen.
Daarnaast is kennis van weer, sneeuw en lawines erg belangrijk. Beschik je niet over deze ervaring dan kun je een berggids inhuren.

### Lijst
- Lawinepiep
- Sneeuwschep
- Sneeuwsonde
- Freerideski's met stijgvellen + freerideskischoen met een loopstand + tourbinding gericht op het afdalen
- Freeride snowboard + sneeuwschoenen OF splitboard met stijgvellen

## Freerando
Voor ski-activiteiten en (vooral) het bijhorend materiaal dat zich tussen het freeride skiën en het klassieke meerdaagse toerskiën (ski de randonnée) bevindt, wordt al eens de term 'freerando' gebruikt. Dit materiaal is wat lichter ontworpen dan freeridemateriaal omdat er ook aandacht is voor het stijgen. Freerandomateriaal blijft wel een stuk zwaarder dan het lichte materiaal dat gebruikt wordt voor meerdaagse toertochten en is ook wat zwaarder dan klassieke ook wel "pente raide" toerski's met de daarvoor geschikte grotere radius ofte rechtere kantenlijn.

## Gevaren en bezwaren
Freeriden geldt als gevaarlijker dan regulier 'on-piste' skiën omdat de hellingen niet geprepareerd zijn en er geen toezicht is. Zoals eerder vermeld, is een goede uitrusting en voorbereiding dan ook essentieel. De bekendste gevaren zijn:
- Lawines
- Afgronden
- Gletsjerspleten
- Rotsen onder de sneeuw die de ski's kunnen beschadigen

Een tragisch voorbeeld van een ongeluk bij het freeriden is de dood van Friso van Oranje-Nassau van Amsberg, die tijdens het freeriden door een lawine werd verrast en bedolven, en in een coma raakte waar hij niet meer uitkwam.
Een verder bezwaar tegen freeriden is dat het de natuur op de hellingen, die in de meeste wintersportgebieden al ernstig is ingeperkt door reguliere skipistes, verstoort. Dieren worden door de skiërs in hun winterslaap gestoord, en sommige skiërs laten afval in de natuur achter.

## Freeride-gebieden

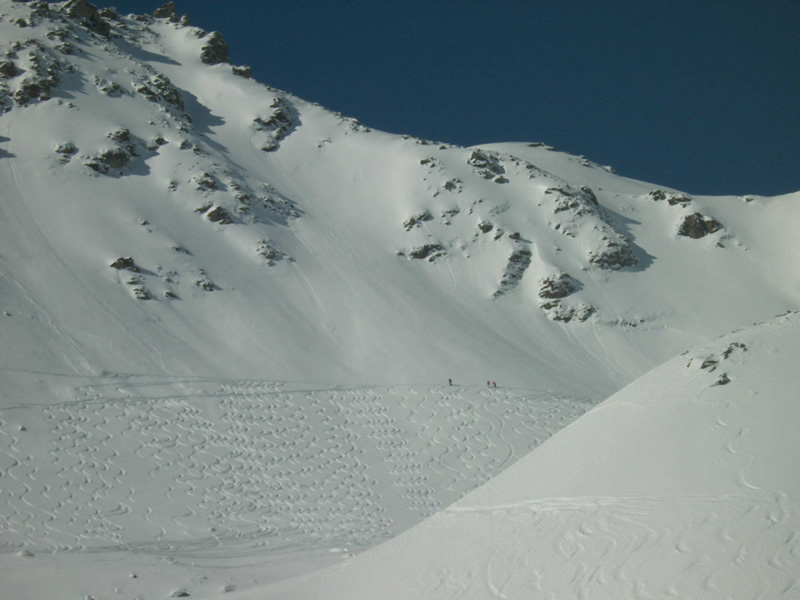
Freeride sporen in Arlberg, Oostenrijk

Door de toenemende populariteit van het freeriden hebben de laatste jaren enkele wintersportgebieden deze doelgroep actief geworven door zich als freeride-centra uit te dragen. In de Alpen behoren Chamonix-Mont-Blanc en La Grave in Frankrijk, Alagna Valsesia in Italië, Zermatt, Andermatt en Engelberg in Zwitserland, Arlberg, Kitzsteinhorn en Dachstein/Krippenstein in Oostenrijk, net als Mittenwald (Dammkar skiroute) in Duitsland tot de freeride-centra.
Een van de bekendste freerideafdalingen die door middel van een skilift te bereiken is de Vallée Blanche bij Chamonix in Frankrijk. Dit is een serieuze afdaling die voor onervaren alpinisten met een berggids ondernomen dient te worden.

## Competitie
De beste sporters in deze discipline nemen het sinds 2008 tegen elkaar op in de Freeride World Tour.

### NK freeride
Van 2014 tot 2016 had Nederland een officieel Nederlands Kampioenschap in freeriden, het NK freeride. Dit werd georganiseerd in het freeride walhalla Tignes. Het NK kende ieder jaar zo'n 80 deelnemers verdeeld over twee categorieën ski en snowboard die weer verdeeld zijn over man en vrouw. De run wordt met het blote oog en/of per verrekijker beoordeeld door een 3-ledige jury, die zich onderaan de helling bevindt. Ieder jurylid geeft de run een beoordeling tussen 0 en 100 punten. Het gemiddelde van de drie juryleden bepaalt de score.

## Fotogalerij

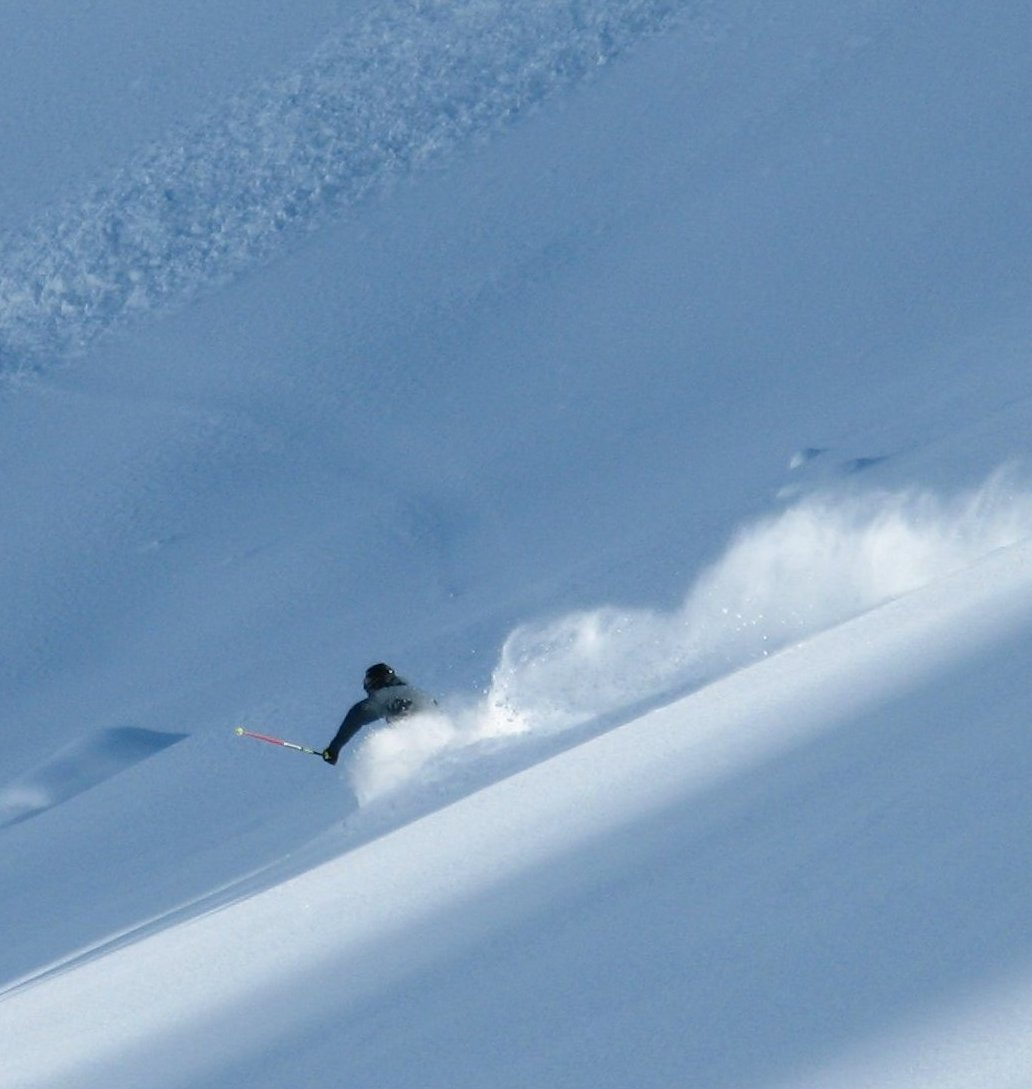
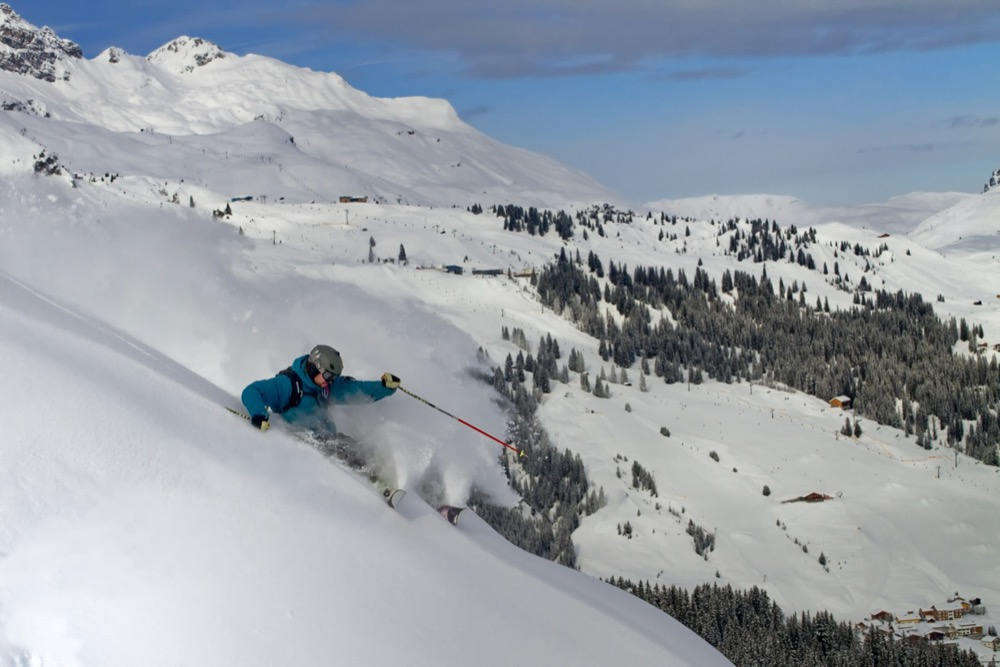
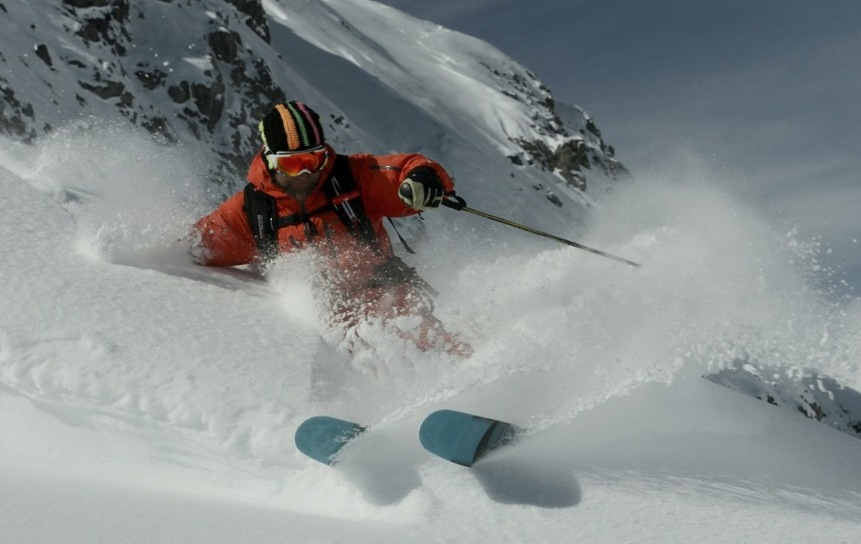
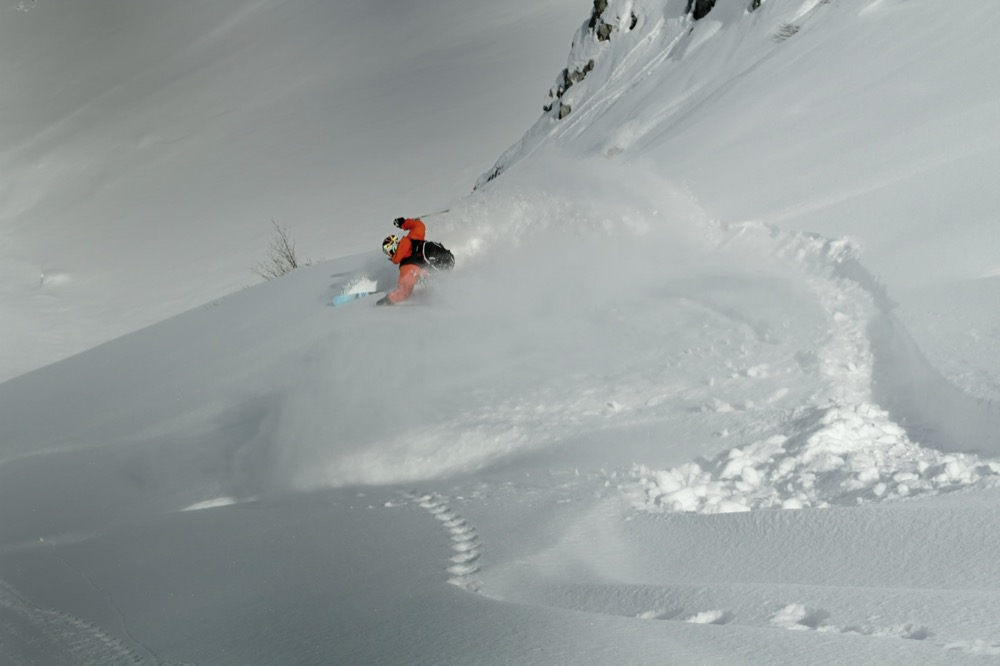